# 王锡爵
王錫爵（1534年8月30日—1611年2月1日），字元馭，號荊石，直隸太倉州人，明朝政治人物。嘉靖壬戌進士。萬曆間官至吏部尚書，建極殿大學士，成為內閣首輔。諡文肅。

## 生平
母親吳氏在懷王錫爵時，恰巧有萬雀飞來，匯聚在王家宅邸前，盘旋不去，遂將其命名為錫爵。
嘉靖三十七年（1558年），王錫爵中戊午科應天鄉試第四名舉人，嘉靖四十一年（1562年）壬戌科禮部會試會元，殿試申時行榜第一甲第二名（榜眼），授翰林院編修。歷官國子監祭酒、侍讲学士、礼部右侍郎等职。
萬曆五年（1577年）張居正不願守孝，自稱奪情，錫爵大力反對。次年，張居正回京辦公，錫爵故意請假，以示鄙夷。
萬曆十年（1582年）張居正死後，經孫繼先舉薦，恢復官職。張居正一死，眾臣奮起彈劾之，多年為敵的王錫爵，卻說張居正有其貢獻，不可一味抹煞。
萬曆十二年（1584年）拜禮部尚書兼文淵閣大學士，與時首輔申時行關係不錯，政府相得甚，曾疏请“禁谣谀、抑奔竞、戒虚浮、节侈靡，辟横议，简工作”等六议，为帝所纳。

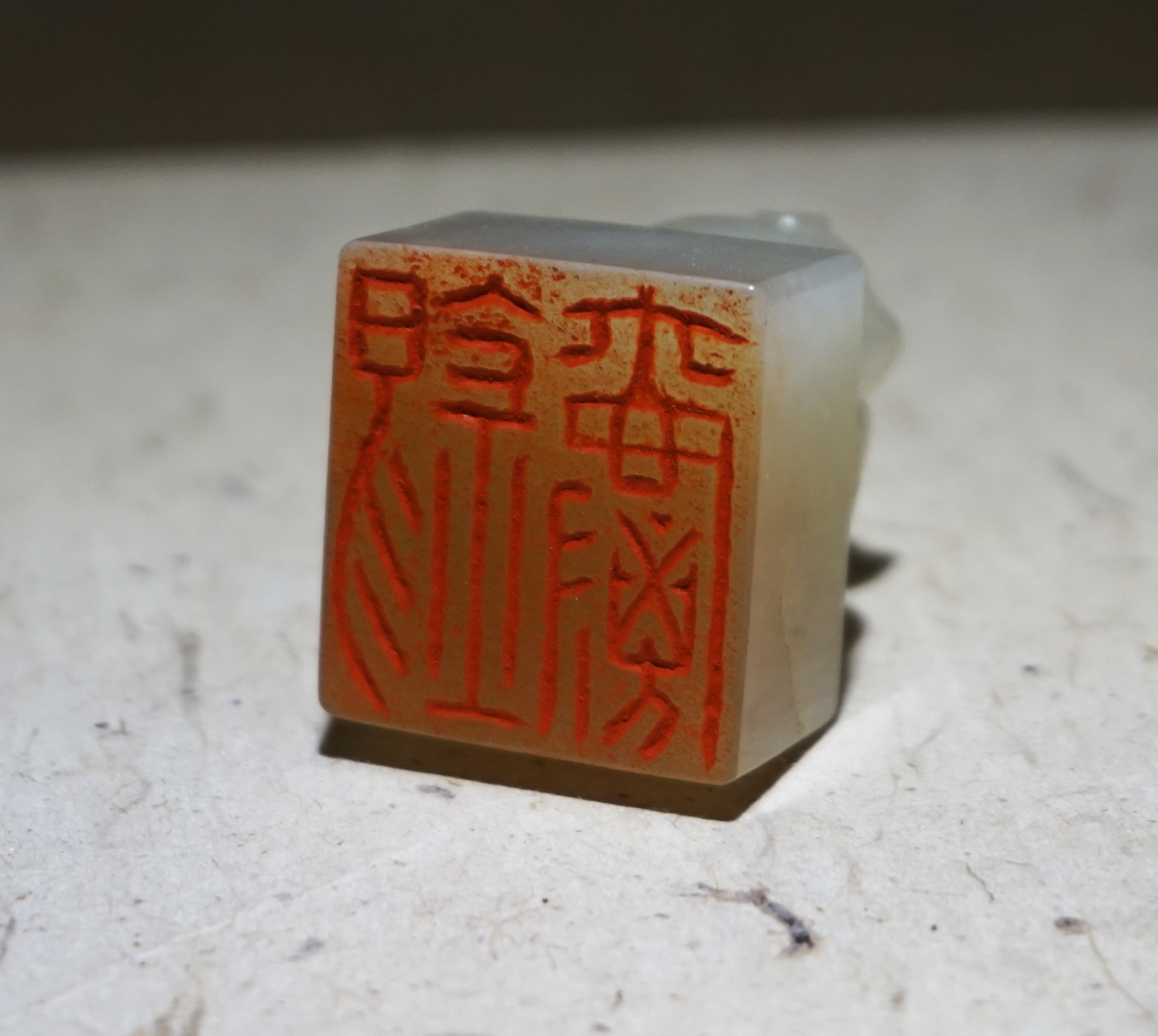
王锡爵墓出土的“锡爵”玉印

萬曆二十一年（1593年）春入閣為首輔，在國本之爭中，大臣欲立皇長子朱常洛為太子，但神宗意圖立鄭貴妃之子朱常洵為太子，故對锡爵說，自己無嫡子，故要將皇長子朱常洛、皇三子朱常洵和皇五子朱常浩一併封王，是為「三王並封」。王錫爵既怕得罪皇帝，又怕被朝臣攻訐，於是同意，但希望請由長子向皇后拜為母親，如此長子就是嫡子。然而神宗只將錫爵同意的「三王並封諭」告示朝臣，等於明指朱常洛還需要補辦手續，才有機會成為太子，但朱常洛本來就應該是太子，因此大臣郎中赵南星、侍郎赵用贤等彈劾，指責王錫爵諛帝邀寵，王錫爵無奈，自劾請辭，不久趙南星被放歸，廷臣皆以為錫爵所為，朝中非议众多，錫爵憤而稱病請去，“帝不欲其去，为出内帑钱建醮祈愈”。
万历二十二年（1594年）五月，連上八疏，終得辞退。
萬曆三十五年，内阁需要阁臣。帝既用于慎行、叶向高、李廷机，还懷念锡爵，加贈太子太保，改吏部尚書、建極殿大學士。遣官召之，錫爵再三辭退，帝不允，賜額「大學士第」。當其時朝廷上言官方厲鋒氣，抨擊輔臣，錫爵進密揭力詆，中有「上於章奏一概留中，特鄙夷之如禽鳥之音」，言官嘩然，交章彈劾，於是錫爵闔門養重，堅辭不赴職。後三年病卒，享年七十七歲，赠太保，谥文肃，赐葬，敕建专祠。
王錫爵在閣時，曾經請明神宗罷江南織造，停江西陶器，減雲南貢金，出內帑振河南饑，神宗皆沒有反對，眷禮超過了前後諸輔臣。其救李沂，力爭不宜用廷杖，尤為世所稱。但是在三王并封事上遭物議抨擊，且郎中趙南星被罷，侍郎趙用賢放歸，論救者咸遭譴謫，眾指控是錫爵為之，雖然錫爵連章自明，且申救，人們最終都沒有原諒他，益失時望。

## 家族

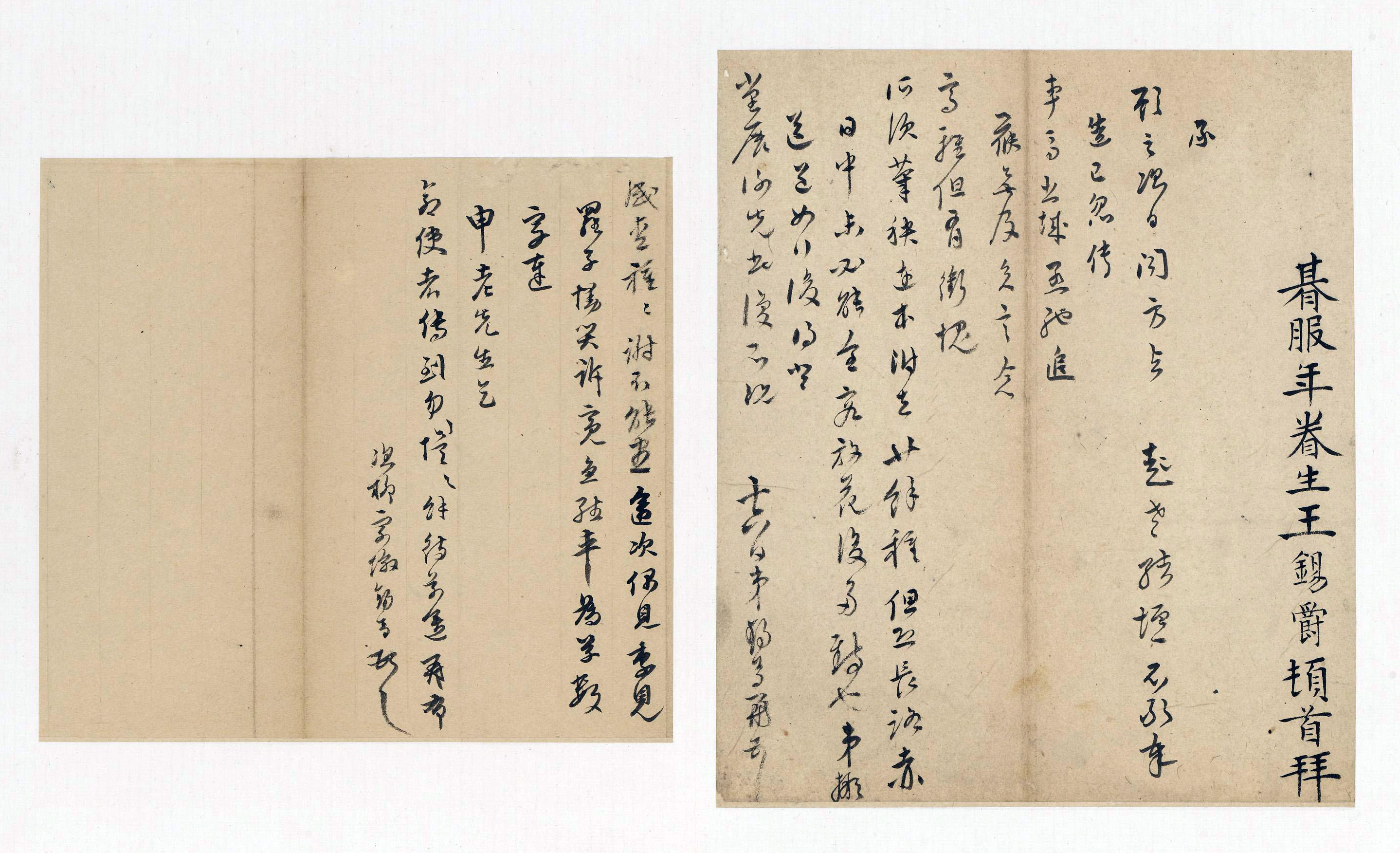
王锡爵行书手札

曾祖王侁。祖父王湧。父王夢祥，监生。母吴氏。具庆下。弟王鼎爵（监生）。
娶朱氏。有子王衡，王錫爵為避浮議，在萬曆二十二年退休前不讓王衡參加進士考試，王衡於萬曆二十九年（1601年）才考取榜眼。孫王時敏，工書畫。曾孫王掞，清康熙年間官至大學士。
弟王鼎爵亦為進士。

## 著作
有《左傳釋義評苑》20卷、《召見紀事》1卷，《詩文集》32卷，《王文肅奏草》23卷，《王文肅集》56卷等。

## 影視形象

### 網路劇
| 年份   | 地區 | 作品           | 演員   |
| 2023年 | 中國 | 《正好遇見你》 | 盛一倫 |